# Specchio Claude

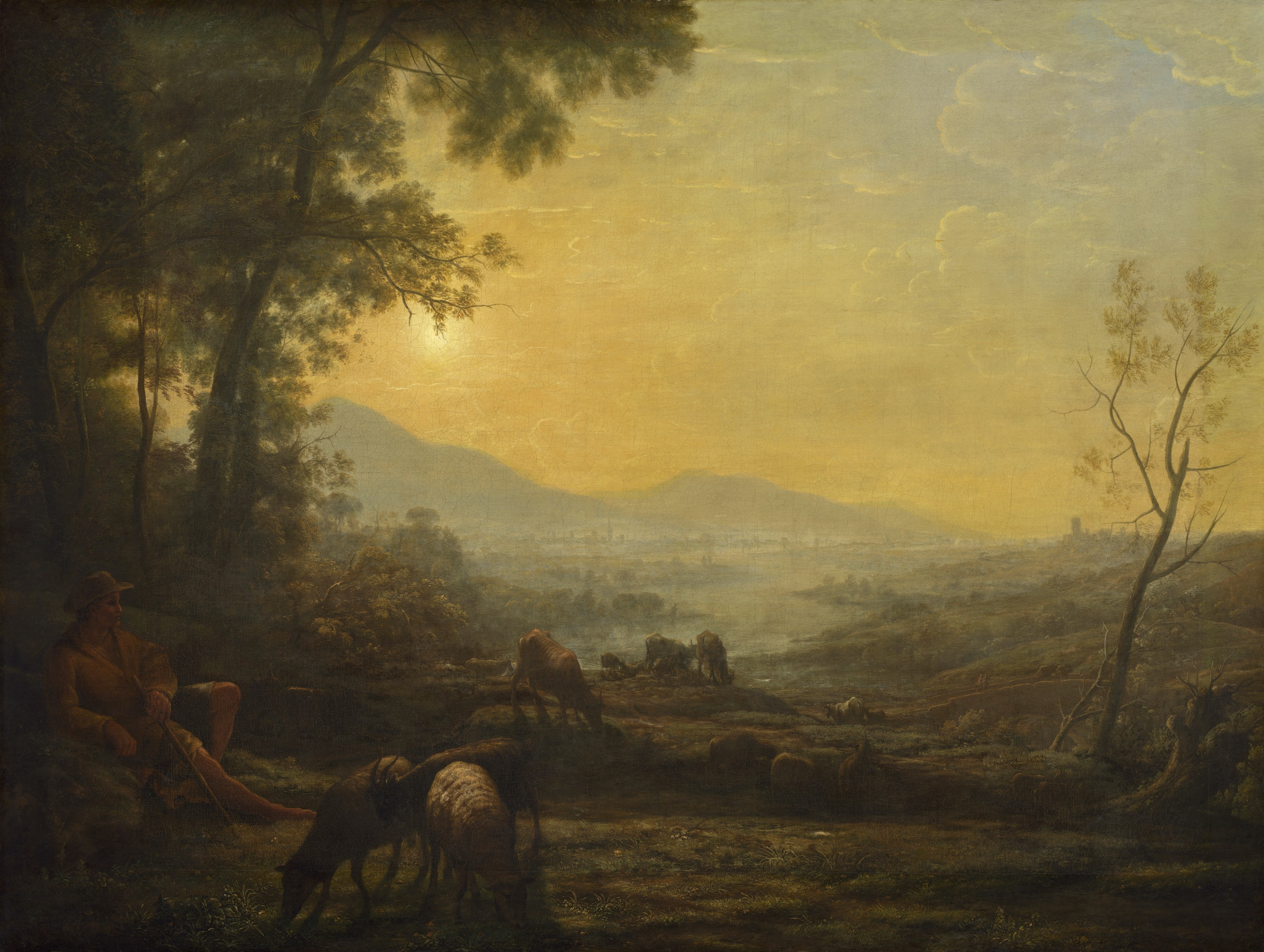
Pittura di Claude Lorrain (Il pastore, 1655-1660) che mostra la graduazione del tono che l'artista sperava di emulare usando uno specchio Claude

Lo specchio Claude (o specchio nero o lente di Claude) è un piccolo specchio convesso con la superficie tinta di nero; generalmente contenuto in una scatoletta portatile. 
Era usato dagli artisti, viaggiatori o disegnatori di paesaggi. 

## Funzionamento
Lo specchio nero nella sua forma convessa ed oscurata produce una immagine rimpicciolita del panorama; la saturazione dei colori e la perdita dei dettagli creano un effetto di unificazione complessiva della forma e della linea. In tal modo è possibile riflettere l'immagine di un paesaggio in un piccolo spazio più facilmente riproducibile dal pittore sulla tela.

## Utilizzo
Questi specchi erano usati dai pittori del tardo XVIII sec. e inizi XIX sec. per la pittura dei paesaggi. Il pittore volgendo la schiena al panorama ne osserva l'immagine riflessa sulla superficie  convessa del piccolo specchio nero che riproduce una sua immagine dai toni smorzati.

## Nome
Il nome deriva da Claude Lorrain, un pittore di paesaggi del XVII secolo, che si suppone abbia utilizzato lo specchio nero per realizzare le sue opere.

## Localizzazione
Alcuni specchi Claude sono ancora presenti in alcuni musei, tra cui Palazzo Poggi a Bologna